# James Stewart, conte di Arran
James Stewart, conte di Arran (... – 5 dicembre 1595) è stato un nobile e politico scozzese, nominato, nel 1581, conte di Arran dal giovane re Giacomo VI, grazie alla rinuncia al titolo da parte del III conte, James Hamilton, insano di mente. Nel 1586 l'atto di rinuncia fu però annullato per incapacità dell'interessato e il titolo fu restituito agli Hamilton.

Stemma araldico di James Stewart

Divenne Lord cancelliere di Scozia, ma cadde in disgrazia nel 1585 e fu alla fine assassinato dieci anni dopo.

## Biografia
Era il secondo figlio di Andrew Stewart, II Lord Ochiltree e di sua moglie Agnes, figlia di John Cunningham, V di Capringtoun, Ayrshire. La sorella di  Stewart, Margaret, era sposata con il riformatore John Knox.
Nell'aprile del 1573, James fu inviato, come "pegno" o ostaggio, in Inghilterra per la sicurezza  dell'esercito e dell'artiglieria inglese inviati al "Lang Siege" del Castello di Edimburgo che era tenuto dai sostenitori di Maria Stuarda. Il Reggente Morton gli diede 55 sterline per le sue  spese in Inghilterra. Fu capitano della Guardia Reale di Giacomo VI, prestò servizio nelle forze olandesi nei Paesi Bassi contro gli spagnoli e tornò in Scozia nel 1579.
James divenne rapidamente uno dei preferiti del giovane re e, nel 1580, fu nominato Gentleman of the Bedchamber. Era un seguace di Esmé Stewart e nel gennaio 1580 accusò l'ex Reggente Morton, ancora al potere effettivo in Scozia, di aver partecipato all'omicidio di Enrico Stuart, Lord Darnley. Stewart fu premiato divenendo il tutore di Arran, con poteri sulla contea del malato di mente James Hamilton, III conte di Arran, e poi nominato conte di Arran il 22 aprile 1581 al suo posto. Rivendicò anche la posizione di seconda persona nella contea essendo più vicino al re per discendenza, rispetto al terzo conte ormai folle. Il nuovo conte risiedette spesso ad Hamilton, nella Kinneil House, fino alla sua caduta nell'autunno del 1585, quando rimase a Kinneil agli arresti domiciliari, e per un certo periodo Kinneil fu chiamata "Arran House".
Nel luglio 1581 sposò Elizabeth Stewart, l'ex moglie divorziata del prozio del re, Robert Stewart, un tempo conte di Lennox e ora conte di March. Elisabetta, la contessa di Arran, era la figlia di John Stewart, IV conte di Atholl.

### L'amministrazione Lennox-Arran
Esmé Stewart fu nominato conte, poi Duca di Lennox, e lui e Arran divennero cogerenti a capo del governo scozzese e rivali per la supremazia. Il loro governo e la loro corrispondenza con la Francia e la Spagna li resero impopolari in Inghilterra e nel settore "ultra protestante" in Scozia, sebbene il giovane re ammirasse molto Lennox e ne apprezzasse la compagnia. Lennox e Arran erano in disaccordo su diverse questioni, compresa la riabilitazione di Thomas Kerr di Ferniehirst nel giugno 1581.

### Il raid di Ruthven
Nell'agosto del 1582 Lennox e Arran tennero il Consiglio privato a Perth, e poi tornarono al Dalkeith Palace vicino a Edimburgo. Il re Giacomo VI fu invitato a rimanere a caccia nel Perthshire, e fu portato al castello di Huntingtower dal conte di Gowrie e dalla sua fazione politica il 22 agosto 1582. Fu un rapimento noto come Ruthven Raid. Il giorno seguente consegnarono al Re la loro supplica che recitava:
(Fazione di Ruthven)
Arran andò a Huntingtower e venne arrestato dai predoni. Lennox fu mandato in esilio in Francia dove morì. Gowrie gestì la Scozia per dieci mesi, dopo aver emesso un atto d'accusa contro Lennox e Arran secondo il quale la contessa di Arran era "una donna vile e sfacciata, famosa per le sue azioni mostruose, non senza il sospetto della diabolica arte magica". Ad Arran fu permesso di partecipare ad alcune riunioni del consiglio per sostenere il nuovo regime.
Egli aveva ottenuto una quantità di gioielli appartenenti a Giacomo VI, o a sua madre, Maria, regina di Scozia. Il 28 maggio 1583 sua moglie Elizabeth Stewart, restituì un gruppo di perle, rubini e diamanti al Master of Gray, che era il maestro del guardaroba del re. Successivamente, nel 1585, restituirono altri gioielli reali, tra cui la "Great H of Scotland".

### La supremazia di Arran
Arran radunò un esercito di 12.000 uomini e riprese il potere nel luglio del 1583, un'ascesa che sarebbe durata due anni, mentre i "Ruthven Raiders" e i loro seguaci furono banditi a Newcastle upon Tyne. Dall'Inghilterra giunse l'ambasciatore Francis Walsingham. Giacomo VI intendeva dare a Walsingham un prezioso anello di diamanti come regalo d'addio, ma Arran, che era stato ignorato da Walsingham, lo sostituì con un anello di cristallo.
Gowrie fu giustiziato nel maggio 1584. Dopo quella data, Arran fu sempre registrato per primo negli elenchi dei partecipanti al Consiglio privato scozzese. Divenne provost di Edimburgo e tenente generale dell'esercito reale. Agì contro l'ala presbiteriana della Chiesa di Scozia e contro i lord banditi del "Ruthven Raid", che erano tornati ad assalire il castello di Stirling. Il ruolo di sua moglie nell'amministrazione attirò la censura dei ministri della chiesa di Edimburgo.
Arran fu nominato custode e governatore del Castello di Edimburgo e nel novembre 1584 gli fu ordinato di ispezionare lo stato di riparazione e i difetti delle sue fortificazioni. Gli fu chiesto anche se fosse stato possibile realizzare un nuovo pozzo, secondo "la sua esperienza e giudizio nell'arte militare". Come parte della sua strategia per mantenere buoni rapporti con l'Inghilterra, inviò alcune copie del libro di poesie del re, The Essayes of a Prentise in the Divine Art of Poesie, stampato a Edimburgo da Thomas Vautrollier e rilegato in pergamena arancione, a Cecil e Lord Hunsdon il 28 dicembre 1584.
Il governo di Arran fu in parte minato dalle macchinazioni del suo diplomatico a Londra, il giovane Master of Grey. Nel febbraio 1585, Elisabetta aprì due linee di comunicazione in Scozia, una con Arran e un'altra con il Master.
Giacomo VI concesse il castello di Dirleton ad Arran, che intrattenne il re lì per dodici giorni nel maggio 1585, mentre a Edimburgo c'era la peste. L'intrattenimento incluse un sontuoso banchetto e uno spettacolo su Robin Hood.
Arran decadde dal potere dopo un incidente avvenuto al confine, quando l'inglese Francis Russell, figlio del secondo conte di Bedford, fu ucciso con un "colpo di pistola" il 27 luglio 1585. Arran venne accusato di coinvolgimento dall'ambasciatore inglese, Nicholas Wotton, e Giacomo VI, appresa la notizia offrì di inviare Arran come prigioniero in Inghilterra. Fu invece imprigionato al castello di Saint Andrews e poi posto agli arresti domiciliari presso la sua casa Kinneil. Un racconto dice che andò da Kinneil ad Ayr e si imbarcò su una nave con i gioielli reali tra cui la "Great H of Scotland" o "Kingis Eitche", ma fu costretto a cederli a George Home.
Non fu in grado di impedire ai lord del "Ruthven Raid" di tornare dall'Inghilterra, poiché riuscirono ad occupare il castello di Stirling, il 4 novembre 1586, e lo dichiararono traditore.

## Ritiro e morte
Evitando i piani per il suo esilio e nonostante gli fosse stato  ordinato di lasciare il paese, trascorse il resto della sua vita nell'Ayrshire. Tuttavia rimase in  contatto con Giacomo e potrebbe aver svolto alcune missioni segrete per ordine del Re.
Nel dicembre 1592 Stewart  andò a Holyrood Palace e incontrò il re. Alcuni dignitari lo chiamarono "Lord Cancelliere", e  successivamente incontrò Anna di Danimarca e le baciò la mano. Tuttavia, Giacomo lasciò che fosse proclamato, nelle chiese, che non lo avrebbe nuovamente incaricato di affari di stato. L'ambasciatore inglese Robert Bowes sentì che i suoi sostenitori includevano il duca di Lennox, Sir George Home, James Sandilands, il colonnello William Stewart, Thomas Erskine e il Laird di Dunipace, che avevano pianificato la sua riabilitazione e il  rovesciamento del cancelliere John Maitland e la famiglia Hamilton.
Venne assassinato da Sir James Douglas di Parkhead, un nipote del Reggente Morton, il 5 dicembre 1595.